# 독일 U-15 축구 국가대표팀
독일 U-15 축구 국가대표팀(독일어: deutsche U-15-Fußballnationalmannschaft)은 독일을 대표하는 15세 이하의 축구 국가대표팀으로, 독일의 축구 관리 기관인 독일 축구 연맹의 관리를 받는다

## 역대 감독
| 감독              | 임기        |
| ----------------- | ----------- |
| 마르코 페차이올리 | 2009 ~ 2010 |